# Galvão Bertazzi
Galvão Bertazzi (Goiânia, 1977) é um quadrinista brasileiro.  Desde 1999 publica na internet a tira cômica Vida Besta (que venceu o 25º Troféu HQ Mix na categoria "melhor webtira"), atualmente com mais de 5 mil tiras, tendo publicado ainda uma coletânea impressa em 2012. Em 2004 ganhou o 16º Troféu HQ Mix pelo fanzine Xerocs Porcoration, feito em coautoria com Samuel Casal e Artur de Carvalho. Sua primeira graphic novel, As Crônicas Bizarras do Absurdyum – Livro Primeiro, foi lançada em 2000 na Itália e dois anos depois no Brasil, pela editora Juarez & Donizete, pertencente ao próprio Galvão.